# 細川清氏
細川 清氏（ほそかわ きようじ）は、南北朝時代の武将・守護大名。室町幕府2代将軍・足利義詮の執事、伊勢国・伊賀国・若狭国守護。細川氏5代当主。

## 生涯
三河国細川郷（現在の愛知県岡崎市細川町）にて細川和氏の子として誕生。父・和氏の死後、若年であったため叔父・頼春の後見を受け、正平3年/貞和4年（1348年）に河内国四條畷の戦いなどに従軍した。
将軍・尊氏及び執事の高師直と尊氏の弟足利直義が争った観応の擾乱では四国の軍勢を率い、尊氏方として直義方と戦う。正平7年/文和元年（1352年）に伊勢・伊賀両国の守護となり、翌正平8年/文和2年（1353年）6月に南朝軍が京都へ侵攻した際には殿軍を務めて後光厳天皇を警固し、近江国塩津では天皇を背負って山越えをしたといわれる。
正平9年/文和3年（1354年）9月には若狭守護、評定衆、引付頭人に加え、相模守に補任される。翌正平10年/文和4年（1355年）の直義の養子直冬勢との京都攻防戦では東寺の敵本拠を破る活躍をした。正平13年/延文3年（1358年）に尊氏が死去して仁木頼章が執事（後の管領）を退くと、2代将軍・足利義詮の最初の執事に任ぜられた。
清氏は寺社勢力や公家の反対を押し切り分国の若狭において半済を強行するなど強引な行動があり、幕府内には前執事・仁木頼章の弟義長や斯波高経ら政敵も多かった。正平15年/延文5年（1360年）5月、南朝に対する幕府の大攻勢の一環で清氏は河内赤坂城を陥れるなど活躍した。この最中に畠山国清ら諸将と反目した仁木義長が分国伊勢に逃れ追討を受けて南朝に降ると、清氏は幕政の実権を握ったが、将軍義詮の意に逆らうことも多かったという。
康安元年（1361年）9月、将軍義詮が後光厳天皇に清氏追討を仰ぐと、清氏は弟頼和・信氏らと共に分国の若狭へ落ち延びる。これについて、『太平記』は清氏失脚の首謀者は佐々木道誉であり、清氏にも野心があったと記し、今川貞世（了俊）の『難太平記』では、清氏は無実で道誉らに陥れられたと推測している。清氏は無実を訴えるものの、10月には斯波高経の軍に敗れ、比叡山を経て摂津国天王寺に至り南朝に降った。12月には楠木正儀・石塔頼房らと共に京都を奪取するが、すぐに幕府に奪還された。
正平17年/康安2年（1362年）、清氏は細川氏の地盤である阿波へ逃れ、さらに讃岐国へ移った。清氏追討を命じられた従弟の阿波守護細川頼之に対しては、小豆島の佐々木信胤や塩飽諸島の水軍などを味方に付けて海上封鎖を行い、白峰城（高屋城とも、現香川県綾歌郡宇多津町、坂出市）に拠って宇多津の頼之勢と戦った。『太平記』によれば、清氏は頼之の陽動作戦に乗せられて兵を分断され、単騎で戦って討死したとされる。子・正氏は清氏の死後も南朝に属して抵抗した。
清氏最期の地となった香川県坂出市には清氏始め被官36名が埋葬された「三十六」や「細川将軍戦跡碑」などがある。